# Argentina, 1985
Argentina, 1985 è un film del 2022 diretto da Santiago Mitre e scritto dallo stesso Mitre e da Mariano Llinás. 
Primo film che racconta la storia del processo alla Giunta Militare Argentina, è stato presentato in concorso alla 79ª Mostra internazionale d'arte cinematografica di Venezia.

## Trama
Nell'anno 1985, fra mille ostruzionismi, omertà e pochi mesi a disposizione, i pubblici ministeri argentini Julio César Strassera e Luis Moreno-Ocampo si trovano impegnati in un processo senza precedenti, quello contro i capi della giunta militare che ha governato il Paese per gli ultimi sette anni fino all'83, compreso il presidente Jorge Rafael Videla. Il processo non è solo un'occasione per fare i conti coi crimini contro l'umanità perpetrati e taciuti dal vecchio regime, ma si propone lo scopo di assicurare una volta per tutte la continuità della democrazia in Argentina, periodicamente interrotta da colpi di Stato per cinquant'anni.

## Distribuzione
Il film è stato presentato in anteprima in concorso alla 79ª Mostra internazionale d'arte cinematografica di Venezia il 3 settembre 2022. Ha avuto poi una distribuzione limitata nelle sale cinematografiche argentine a partire dal 29 settembre seguente, prima di venir distribuito su Prime Video il 21 ottobre dello stesso anno in tutti i Paesi nel quale il servizio di streaming è disponibile. Si tratta del primo film originale Prime Video argentino.

## Critica
Il film ha ricevuto un'accoglienza critica generalmente positiva. Marianna Cappi su Mymovies nota che il regista rifiuta "il registro unico drammatico, consapevole che i fatti parlano da soli, e che il sorriso, che spesso il film induce nello spettatore, è parte fondamentale del ritratto umano che lui e Darin portano con forza sullo schermo", mentre Antonio D'Onofrio su Sentieri Selvaggi scrive che "la lettura degli eventi di Mitre ha un tono poco tragico, come se per lui, all’epoca soltanto un bambino, l’unica possibilità di guardare ed elaborare il passato sia colorando la realtà di ironia".

## Riconoscimenti
- 2022 - Mostra internazionale d'arte cinematografica di Venezia
  - In concorso per il Leone D'oro
  - Vinto - Premio Fipresci
  - Vinto - Premio SIGNIS
- Festival internazionale del cinema di San Sebastián
  - Vinto - Premio del pubblico
- London Film Festival
  - Nomination - Miglior film
- National Board Of Review
  - Vinto - Top 5 film stranieri
  - Vinto - Premio alla libertà di espressione
- Forqué Awards
  - Vinto - Miglior film latino-americano
- San Francisco Film Critics Circle
  - Nomination - Miglior film straniero
- Golden Globes
  - Vinto - Miglior film straniero
- Georgia Film Critics Association
  - Nomination - Miglior film straniero
- Critics' Choice Awards
  - Nomination - Miglior film straniero
- Premio Oscar
  - Nomination - Miglior film straniero
- Premio Goya
  - Vinto - Miglior film straniero in lingua spagnola